# Bodilsker Sogn
Bodilsker Sogn er et sogn i Bornholms Provsti (Københavns Stift).
Bodilsker Sogn hørte til Sønder Herred i Bornholms Amt og var i 1800-tallet forenet med Nexø Sogn, som lå i Nexø Købstad og kun geografisk hørte til herredet. Købstaden blev ved kommunalreformen i 1970 kernen i Nexø Kommune, som Bodilsker sognekommune også blev indlemmet i. I 2003 indgik Nexø Kommune i Bornholms Regionskommune.
I Bodilsker Sogn ligger Sankt Bodil Kirke.
I sognet findes følgende autoriserede stednavne:
- Aspesbakken (bebyggelse)
- Balka (bebyggelse)
- Balka Strand (bebyggelse)
- Bodilsker (bebyggelse, ejerlav)
- Bodilsker Højlyng (bebyggelse)
- Bodilsker Plantage (areal)
- Brandskovhuse (bebyggelse)
- Døvredal (bebyggelse)
- Døvregårde (bebyggelse)
- Engegård (bebyggelse)
- Fløjgærde (bebyggelse)
- Fælled (bebyggelse)
- Gadeby (bebyggelse)
- Gryet (bebyggelse)
- Hundsemyre (bebyggelse)
- Julsgårde (bebyggelse)
- Kannikegærdet (bebyggelse)
- Kannikegård (bebyggelse)
- Kirkebo (bebyggelse)
- Klippedam (bebyggelse)
- Langedeby (bebyggelse)
- Pilemølle (bebyggelse)
- Skimlen (bebyggelse)
- Skrivergaden (bebyggelse)
- Sladdermark (bebyggelse)
- Slamrebjerg (areal, bebyggelse)
- Slamregård (bebyggelse)
- Slamrehuse (bebyggelse)
- Stenseby (bebyggelse)
- Store Kannikegård (landbrugsejendom)

Den bornholmske udtale af Bodilsker er tilnærmelsesvis Bolsker med langt O som i Odense.
Kordegn Hans Christian Kofoed, som startede Kofoeds Skole på Amager i 1928, blev født i 1898 på Brandsgaard i Bodilsker Sogn.